# Acalolepta bennigseni
Acalolepta bennigseni es una especie de escarabajo longicornio del género Acalolepta, tribu Monochamini, subfamilia Lamiinae. Fue descrita científicamente por Aurivillius en 1908.
Se distribuye por las islas Carolinas, Micronesia. Mide aproximadamente 26-35 milímetros de longitud. El período de vuelo de esta especie ocurre en los meses de abril, junio, julio, agosto y septiembre.